# 더 폴: 오디어스와 환상의 문
더 폴: 오디어스와 환상의 문(The Fall)은 타셈 싱 감독의 2006년 개봉한 영화이다.

## 출연

### 주연
- 리 페이스
- 카틴카 언타루

### 조연
- 저스틴 와델
- 줄리안 블리치
- 레오 빌
- 마커스 웨슬리
- 로빈 스미스
- 다니엘 칼타기론

## 기타
- 의상: 이시오카 에이코
- 배역: 다니엘 허버드
- 배역: 크리스타 샴버거